# جميلة الشنطي
جميلة عبد الله طه الشنطي (أم عبد الله؛ 15 مارس 1957 – 19 أكتوبر 2023) معلمة وأستاذة جامعية وسياسية فلسطينية، كانت عضوةً في المجلس التشريعي الفلسطيني الثاني عن كتلة التغيير والإصلاح، وأحد قادة حركة حماس وعضو المكتب السياسي للحركة المذكورة، وإحدى المطلوبين للاغتيال من قبل إسرائيل.

## حياتها
ولدت في مخيم جباليا لعائلة من قرية الجية المُدمرة، انهت البكالوريوس سنة 1980 وعملت باليمن والسعودية لعشر سنوات ثم عملت في قطاع غزة وتابعت دراسات عليا وحازت على الدكتوراة في العلوم التربوية سنة 2012. خاضت انتخابات المجلس التشريعي الفلسطيني سنة 2006، في العام 2011 تولت منصب وزيرة شؤون المرأة، قصفت قوات الاحتلال منزلها خلال عملية الجرف الصامد سنة 2014 ودمرته.
وضعها الاحتلال على قائمة الاغتيالات الإسرائيلية بعد نجاح المسيرة النسائية التي قادتها لفك الحصار المفروض على مجموعة من النشطاء الفلسطينيين في مسجد أم النصر في بلدة بيت حانون شمال قطاع غزة.

## استشهادها
استشهدت إثر غارة إسرائيلية على مخيم جباليا يوم الخميس الموافق 19 أكتوبر 2023 وذلك خلال معركة طوفان الأقصى.